# Literarna veda
Literarna veda ali literarna znanost (tj. kadar uporablja predvsem empirično-eksaktne pristope) je raziskovalno področje povezano s filologijo, ki zajema literarno zgodovino, literarno teorijo in literarno interpretacijo. Precej samostojen status znotraj literarne vede imajo didaktika književnosti, metodologija literarne vede - ta kot metaveda pravzaprav ni njen del - in tekstologija oz. tekstna kritika, literarne kritike pa zaradi njene publicistične narave nimamo za znanost. Primerjalna književnost obsega tisti del literarne vede, ki presega okvire t. i. nacionalnih literarnih ved ter ki sega prek meja medija literature na področje intermedijskosti.
 Portal:Literatura